# Henry Addo
Henry Addo (1º maggio 2003) è un calciatore ghanese, centrocampista dello Maccabi Tel Aviv.

## Carriera
Addo è cresciuto nel settore giovanile dello Žilina ed ha debuttato in prima squadra il 14 febbraio 2022 nell'incontro di Superliga perso 5-1 contro il Ružomberok. Ha segnato il suo primo gol il 20 maggio 2023 nella trasferta persa 4-2 contro lo Spartak Trnava.
Il 6 febbraio 2024 è stato ceduto a titolo definitivo al Maccabi Tel Aviv.

## Statistiche

### Presenze e reti nei club
Statistiche aggiornate al 10 dicembre 2024.
| Stagione                | Squadra                 | Campionato              | Campionato | Campionato | Coppe nazionali | Coppe nazionali | Coppe nazionali | Coppe continentali | Coppe continentali | Coppe continentali | Altre coppe | Altre coppe | Altre coppe | Totale | Totale |
| Stagione                | Squadra                 | Comp                    | Pres       | Reti       | Comp            | Pres            | Reti            | Comp               | Pres               | Reti               | Comp        | Pres        | Reti        | Pres   | Reti   |
| ----------------------- | ----------------------- | ----------------------- | ---------- | ---------- | --------------- | --------------- | --------------- | ------------------ | ------------------ | ------------------ | ----------- | ----------- | ----------- | ------ | ------ |
| 2021-2022               | Žilina II               | 1L                      | 1          | 0          | -               | -               | -               | -                  | -                  | -                  | -           | -           | -           | 1      | 0      |
| 2022-2023               | Žilina II               | 1L                      | 13         | 4          | -               | -               | -               | -                  | -                  | -                  | -           | -           | -           | 13     | 4      |
| 2023-2024               | Žilina II               | 1L                      | 2          | 1          | -               | -               | -               | -                  | -                  | -                  | -           | -           | -           | 2      | 1      |
| Totale Žilina II        | Totale Žilina II        | Totale Žilina II        | 16         | 5          |                 | -               | -               |                    | -                  | -                  |             | -           | -           | 16     | 5      |
| 2021-2022               | Žilina                  | SL                      | 4          | 0          | CS              | 0               | 0               | -                  | -                  | -                  | -           | -           | -           | 4      | 0      |
| 2022-2023               | Žilina                  | SL                      | 6          | 1          | CS              | 0               | 0               | -                  | -                  | -                  | -           | -           | -           | 6      | 1      |
| 2023-gen. 2024          | Žilina                  | SL                      | 12         | 5          | CS              | 2               | 1               | UECL               | 4                  | 0                  | -           | -           | -           | 18     | 6      |
| Totale Žilina           | Totale Žilina           | Totale Žilina           | 22         | 6          |                 | 2               | 1               |                    | 4                  | 0                  |             | -           | -           | 28     | 7      |
| gen.-giu. 2024          | Maccabi Tel Aviv        | LHA                     | 1          | 0          | CI+TC           | 0               | 0               | -                  | -                  | -                  | -           | -           | -           | 1      | 0      |
| 2024-2025               | Maccabi Tel Aviv        | LHA                     | 7          | 1          | CI+TC           | 0+1             | 0               | UCL+UEL            | 2+7                | 0+2                | SI          | 1           | 0           | 18     | 3      |
| Totale Maccabi Tel Aviv | Totale Maccabi Tel Aviv | Totale Maccabi Tel Aviv | 8          | 1          |                 | 1               | 0               |                    | 9                  | 2                  |             | 1           | 0           | 19     | 3      |
| Totale carriera         | Totale carriera         | Totale carriera         | 46         | 12         |                 | 3               | 1               |                    | 13                 | 2                  |             | 1           | 0           | 128    | 11     |

## Palmarès

### Club

#### Competizioni nazionali
- Campionato israeliano: 1

Maccabi Tel Aviv: 2023-2024
- Supercoppa d'Israele: 1

Maccabi Tel Aviv: 2024
- Coppa Toto: 1

Maccabi Tel Aviv: 2024-2025